# Crom Cruach

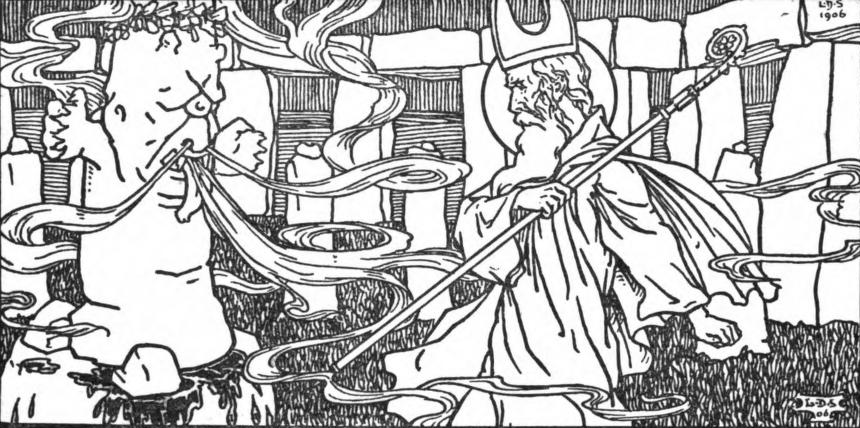
St. Patrick en Crom Cruaich. Geïllustreerd door L.D. Symington.

Crom Cruach (Oudiers:  Cromm Crúaick [ˈKɾˠɔmˠ ˈkɾˠuəç]) was een heidense god in voorchristelijk Ierland. Volgens christelijke schrijvers werd hij gunstig gestemd met mensenoffers en werd zijn aanbidding beëindigd door Saint Patrick.
Hij wordt ook wel Crom Cróich, Cenn Cruach / Cróich ([ˈKʲɛnˠː ˈkɾˠuəx]) en Cenncroithi ([ˈKʲɛnˠː ˈkɾˠɔθʲɨ]) genoemd. Hij is verwant aan de latere mythologische en folkloristische figuur Crom Dubh. Het festival voor Crom Cruach heet Domhnach Chrom Dubh: Crom Dubh Zondag.
De verwijzingen in het dinsenchas ("place-lore") gedicht in de 12e eeuw om te offeren in ruil voor melk en graan, suggereert dat Crom een functie had als vruchtbaarheidsgod. De beschrijving van zijn afbeelding als een gouden figuur omringd door twaalf stenen of bronzen figuren is door sommigen geïnterpreteerd als de zon die wordt omringd door de tekens van de dierenriem, wat een functie als zonnegod suggereert.
De naam van Crom Cruach heeft verschillende vormen en kan op verschillende manieren worden geïnterpreteerd. Crom (of cromm) betekent "gebogen, krom, gebogen". Cenn betekent "hoofd", en bij uitbreiding "hoofd, chef". Cruach (of crúach) is een zelfstandig naamwoord dat "stapel, hoop, heuvel" betekent, in het algemeen van graan, hooi, turf of andere verzamelde goederen, buit, enzovoort, (inclusief geslachte strijders). Een veel voorkomende uitbreiding is de verwijzing naar heuvels of bergen die op stapels lijken.
Mogelijke betekenissen van de naam zijn "kromme of kop van de heuvel / stapel / berg".

## Literaire verwijzingen

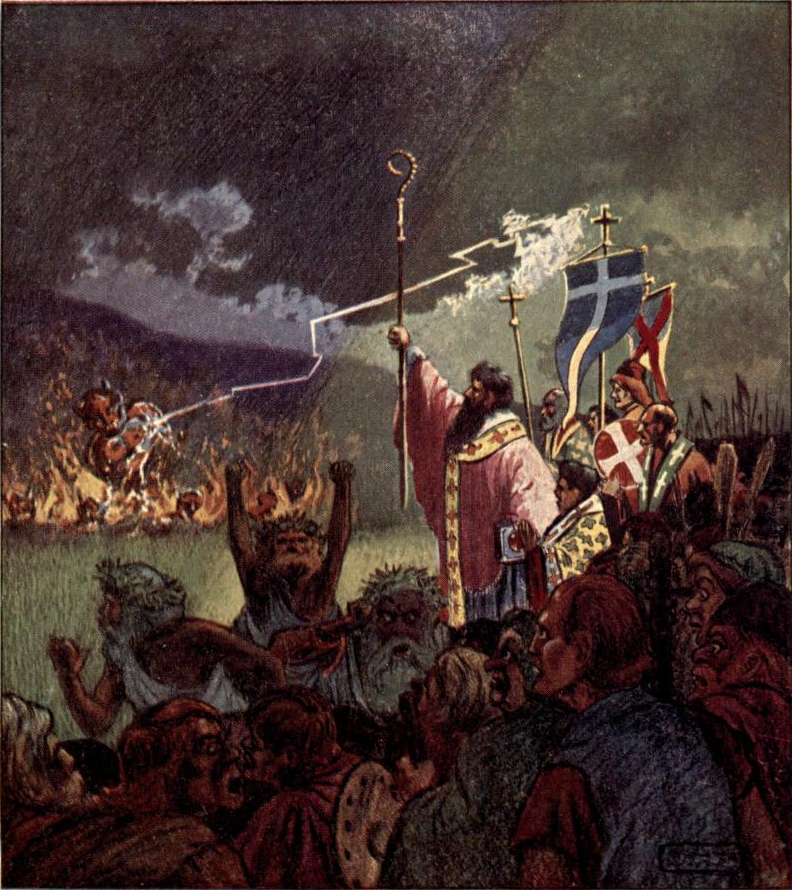
St. Patrick werpt Cromm Cruach en de twaalf idolen om, Curtis Dunham, 1911

Volgens een Iers dinsenchas ("place-lore") gedicht in het 12e-eeuwse Boek van Leinster stond het cultusbeeld van Crom Cruach, bestaande uit een gouden figuur omringd door twaalf stenen figuren, op Magh Slécht (ook wel Moyslaught, ‘de vlakte van uitputting’) in County Cavan, en werd gunstig gestemd door eerstgeborenen te offeren in ruil voor goede opbrengsten van melk en graan. Crom Cruach wordt beschreven als een verschrompelde god, verborgen door mist en er wordt gezegd dat hij werd aanbeden sinds de tijd van Érimón. Een vroege Hoge Koning, Tigernmas, zou samen met driekwart van zijn leger zijn gestorven tijdens het aanbidden van Crom op de avond van Samhain, maar de aanbidding ging door totdat het sekte-beeld door Patricius (St. Patrick) werd vernietigd met een voorhamer.
Dit incident komt prominent voor in middeleeuwse legendes over St. Patrick, hoewel het niet voorkomt in zijn eigen geschriften, noch in de twee 7e-eeuwse biografieën van Muirchu en Tírechán. J.B. Bury, ('The Itinerary of Patrick in Connaught, volgens Tírechán', Proceedings of the Royal Irish Academy: Archaeology, Culture, History, Literature, Vol. 24, 1902 - 1904, pagina 156)), concludeert echter dat er een ontbrekende passage in Tírechán over Crom Cruaich en Ludwig Bieler is.
In Het tripartiete leven van Saint Patrick uit de 9e eeuw wordt de godheid Cenn Cruach genoemd, en zijn cultusbeeld bestaat uit een centrale figuur bedekt met goud en zilver, omringd door twaalf bronzen figuren. Wanneer Patrick het nadert, tilt hij zijn crozier op, de centrale figuur valt met zijn gezicht naar beneden, met de afdruk van de crozier erin achtergelaten, en de omringende figuren zinken in de aarde. De "demon" die het beeld bewoont, verschijnt, maar Patrick vervloekt hem en werpt hem naar de hel. Jocelins 12e-eeuwse Life and Acts of St. Patrick vertelt ongeveer hetzelfde verhaal. Hier wordt de god Cenncroithi genoemd, geïnterpreteerd als "het hoofd van alle goden", en wanneer zijn beeld valt, brokkelt het bedekkende zilver en goud af tot stof, met de afdruk van de crozier achtergelaten op de kale steen.
In het oude Ierse verhaal uit het Boek van Lismore, "The Siege of Druim Damhgaire of Knocklong" (Forbhais Droma Dámhgháire), wordt Crom geassocieerd met Moloch.
In de Dinnsenchus, opgenomen in in het Boek van Leinster, wordt verteld dat mensen hun kinderen offerden aan Crom Xruach (de bloedige halve maan) als zij mooi weer of vruchtbaarheid wilden. Ze vroegen melk en koren in ruil voor hun kinderen.

## Archeologie

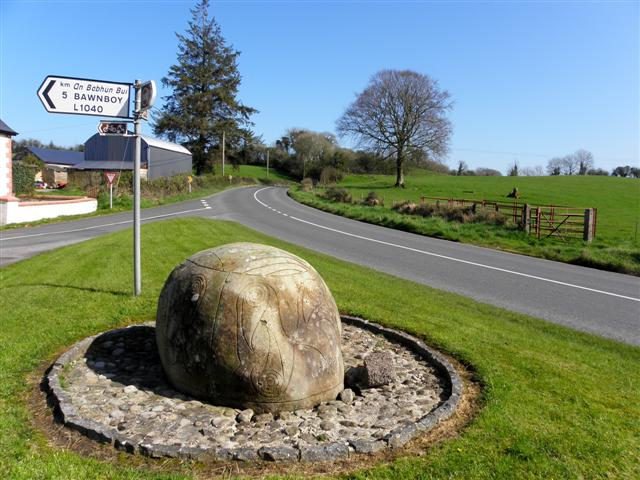
Replica van de Killycluggin-steen

Een versierde steen die bekend staat als de Killycluggin-steen (in het Iers: Coill an Clhlogáin, wat 'het bos van de bel-vormige steen' betekent) is door sommigen geïnterpreteerd als het cultbeeld van Crom Cruach. Het werd gevonden in Killycluggin, County Cavan. Het werd in verschillende stukken ontdekt en gedeeltelijk begraven dicht bij een steencirkel uit de bronstijd, waarin het waarschijnlijk ooit heeft gestaan.
Het 14e-eeuwse Book of McGovern, geschreven in Magh Slécht, bevat een gedicht waarin staat dat Crom in Kilnavert naast de weg lag en dat de plaatselijke vrouwen altijd beefden van angst als ze langskwamen. Er is nog steeds een lokale traditie in het gebied dat de Killycluggin-steen de Crom-steen is.
Er is nog een staande steen geïdentificeerd met Crom Crúaich in het dorp Drumcoo, County Fermanagh. Het heeft de figuur van een lopende man gegraveerd, die ofwel St. Patrick of een druïde voorstelt, afhankelijk van wanneer het werd gegraveerd. Een nabijgelegen straat is er naar genoemd: Crom Crúaich Way.